# Catedral de San Olaf (Trondheim)
Este artículo trata sobre la catedral católica de Trondheim; para la catedral gótica luterana véase Catedral de Nidaros
La Catedral de San Olaf de la ciudad de Trondheim, Noruega, es la iglesia sede de la prelatura de Trondheim, perteneciente a la Iglesia católica. Fue levantada sobre los cimientos de una pequeña iglesia anterior consagrada en 1902. La próxima iglesia fue diseñada por el arquitecto Per Kartvedt y fue consagrada en 1973 para servir como nueva iglesia de la vicaría de Trondheim. En 1979 fue elevada desde Roma a la categoría de catedral, al mismo tiempo que la vicaría era convertida en prelatura.  La iglesia anterior fue demolida el 25 de mayo de 2014. La catedral actual fue consagrada el 19 de noviembre de 2016 por el obispo Bernt Ivar Eidsvig.

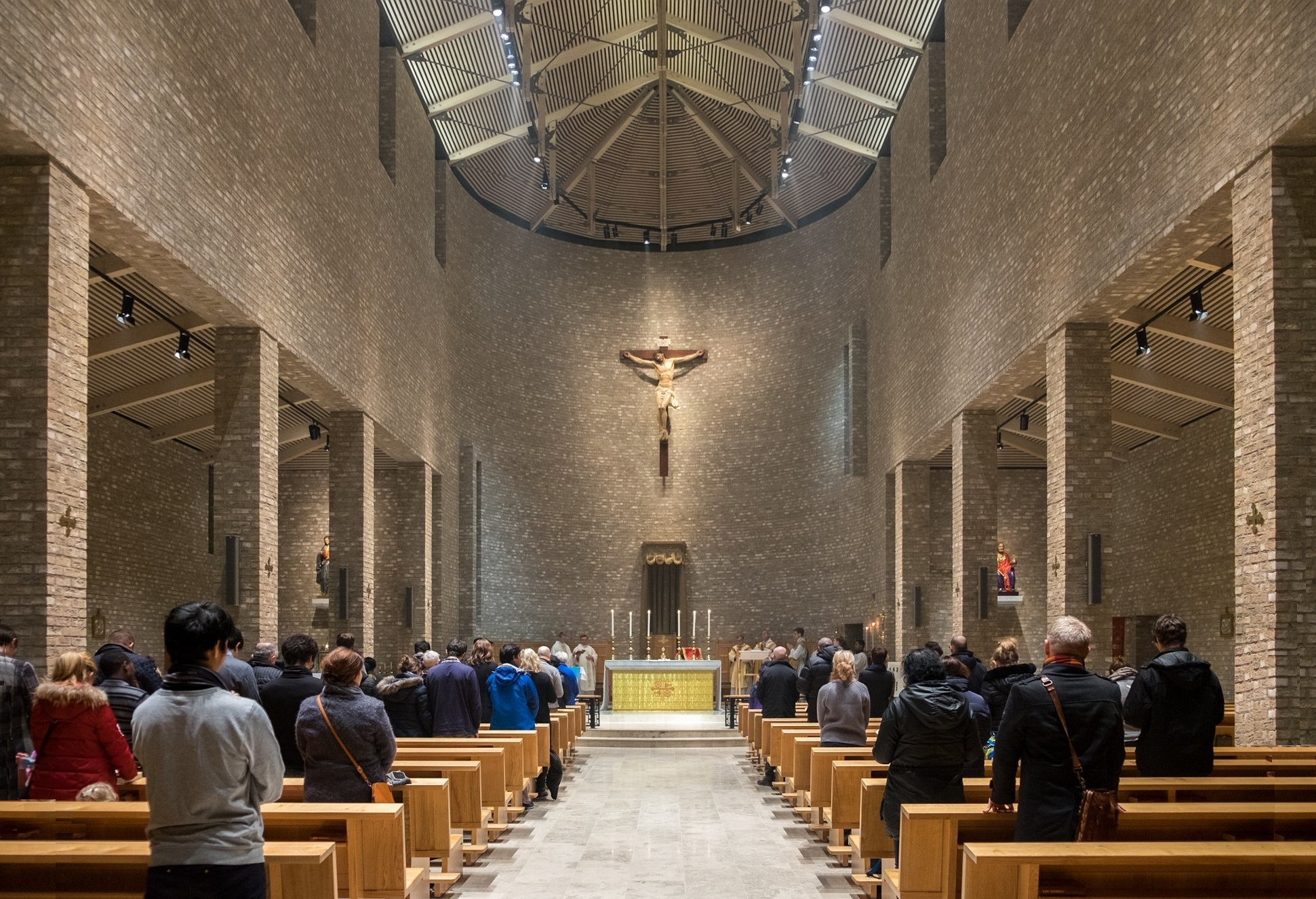
Interior de la nueva catedral.

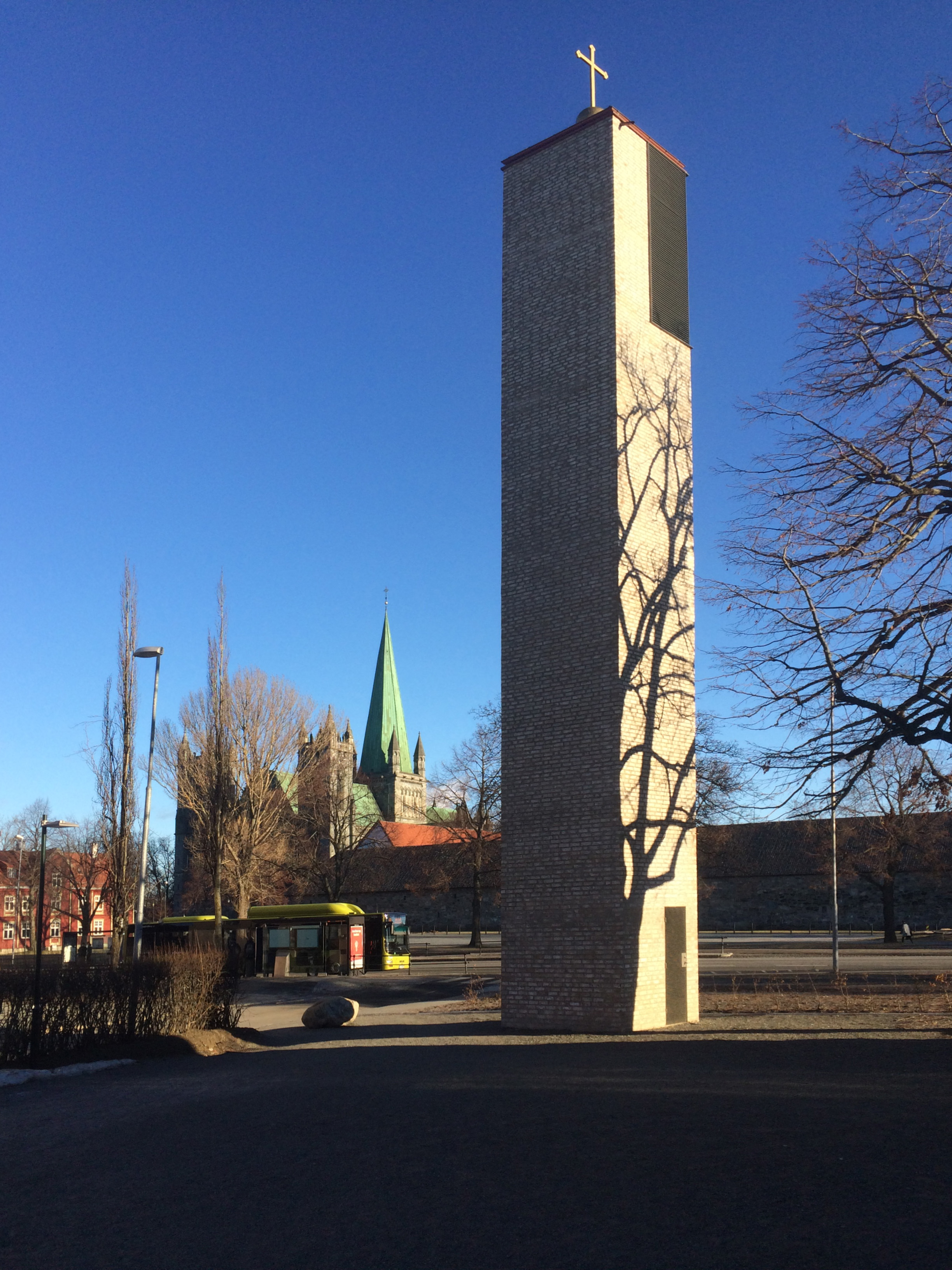
El campanario de la catedral se encuentra entre la nueva catedral católica y la antigua Nidarosdomen.

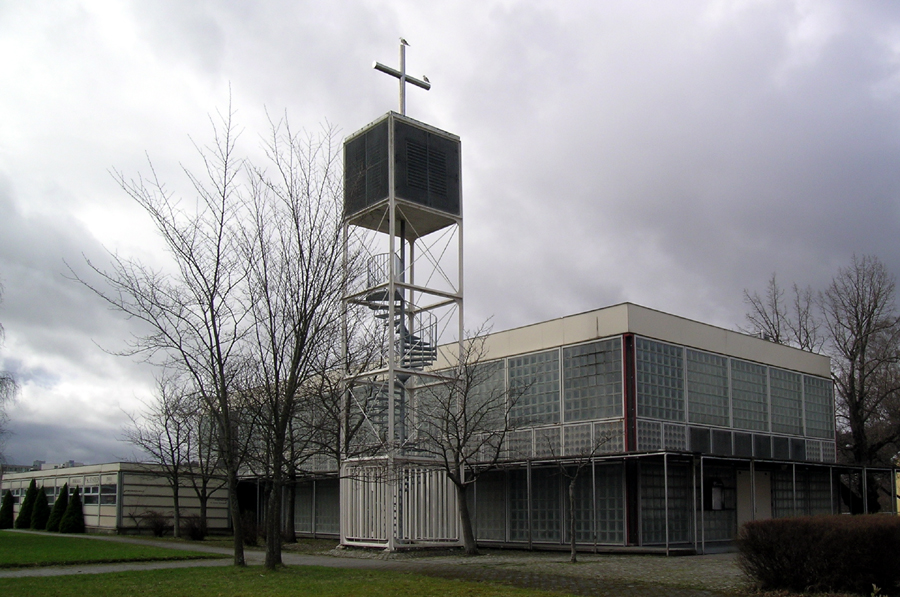
La próxima iglesia.